# Special Generation
「Special Generation」（スッペシャル ジェネレ〜ション）是日本的女子偶像組合Berryz工房的第6張单曲。2005年3月30日由PICCOLO TOWN发售。

## 概要
- 此單曲只有「CD ONLY」1個版本。
- 在4月11日於公信榜單曲週排行榜取得第7位，是Berryz工房出道以來第1張公信榜每周銷量排名TOP 10的單曲。

## 收錄内容

### CD ONLY
1. Special Generation
（作詞・作曲：淳君 編曲：馬飼野康二）
2. 戀愛的時侯總是...（恋してる時はいつも...）
（作詞・作曲：淳君 編曲：鈴木Daichi秀行）
3. Special Generation（Instrumental）